# Pseudogyndesoides bariguiensis
Pseudogyndesoides bariguiensis is een hooiwagen uit de familie Gonyleptidae.